# Mesoclemmys
Mesoclemmys – rodzaj żółwi z rodziny matamatowatych (Chelidae).

## Zasięg występowania
Rodzaj obejmuje gatunki występujące w Ameryce Południowej (Kolumbia, Trynidad i Tobago, Wenezuela, Gujana, Surinam, Gujana Francuska, Brazylia, Ekwador, Peru, Boliwia, Paragwaj i Argentyna).

## Systematyka

### Etymologia
- Mesoclemmys: gr. μεσος mesos „środkowy”[7]; κλεμμυς klemmus „żółw”[8].
- Batrachemys: gr. βατραχος batrakhos „żaba”; εμυς emus, εμυδος emudos „żółw wodny”[3]. Gatunek typowy: Emys nasuta Schweigger, 1812.
- Bufocephala: łac. bufo, bufonis „ropucha”; gr. κεφαλη kephalē „głowa”[4]. Gatunek typowy: Phrynops vanderhaegei Bour, 1973.

### Podział systematyczny
Do rodzaju należą następujące gatunki:
- Mesoclemmys dahli (Zangerl & Medem, 1958) – ropuchogłówka Dahla[9]
- Mesoclemmys gibba (Schweigger, 1812)
- Mesoclemmys nasuta (Schweigger, 1812)
- Mesoclemmys perplexa Bour & Zaher, 2005
- Mesoclemmys raniceps (J.E. Gray, 1855)
- Mesoclemmys tuberculata (Luederwaldt, 1926)
- Mesoclemmys vanderhaegei (Bour, 1973)
- Mesoclemmys wermuthi (Mertens, 1969)
- Mesoclemmys zuliae (Pritchard, 1984)